# 経済調査庁
経済調査庁（けいざいちょうさちょう）は、廃止された日本の行政機関の総称。

## 概要
経済調査庁は、経済調査庁法 （昭和23年8月1日法律第206号）に基づいて、総理庁の外局として、1948年（昭和23年）8月1日に設置された。1949年（昭和24年）6月1日に経済安定本部の外局となり（経済安定本部設置法（昭和24年5月31日法律第164号））、1952年（昭和27年）8月1日に廃止、行政管理庁に統合された（行政管理庁設置法の一部を改正する法律（昭和27年7月31日法律第260号））。
中央に中央経済調査庁が、全国を8つの経済調査管区（東京、大阪、札幌、仙台、名古屋、広島、高松、福岡）に分けた各経済調査管区に管区経済調査庁が、各都府県に地方経済調査庁が、それぞれ内閣総理大臣の管理の下に置かれた。この三段階からなる機構の総称が、経済調査庁である。
中央経済調査庁は、内閣総理大臣の管理の下、国民経済の調和ある復興を図るため、物資の生産、配給及び消費並びに物価（賃金を除く。）に関する経済統制を円滑に実施することを目的とした（経済調査庁法1条）。初代の中央経済調査庁長官（国務大臣）は、芦田内閣の国務大臣・栗栖赳夫（経済安定本部総務長官および物価庁長官と兼任）。

## 部局
中央経済調査庁
- 長官
- 次長
- 中央経済調査庁官房
- 監査部
- 査察部
- 物資調査部

管区経済調査庁
- 庁長
- 総務課
- 監査部
- 査察部
  - 経済調査官

地方経済調査庁
- 庁長
  - 経済調査官
- 地方経済調査委員会